# 王宾鲁
王宾鲁（1867年—1921年5月25日）字燕卿，號東武琴士，又號飛飛子、青齊下士，山东诸城人，清末民初音乐教育家，諸城琴派古琴家，與王溥長、王雩門、王作禎、王露合稱「諸城琴史五傑」。

## 生平
他出生於山東諸城普橋村，王家是諸城的名門望族，王賓魯出生時家裡尚有六七百畝地，但到王賓魯中年時沒落。王家世代能琴，一說王冷泉是他的曾祖，王賓魯曾和王冷泉學琴，但此說並不正確。按王心葵的弟子詹澄秋所說，王賓魯的師傅是王心源和王心葵。但徐立孫說，實際上王賓魯和王心葵“互相師互相資”，並非簡單的師徒關係。1917年，经康有为介绍，应江谦之聘，任教于南京高等师范学校，成為第一個進入高等教育機構教學的古琴家。在南京高等师范学校师梅庵與琵琶演奏家沈肇州授課期間學生眾多，包括李湘橋、徐立孫、劉天華、凌純聲等不少人。他的曲目主要出自《龍吟館琴譜》。
1920年10月21日，周慶雲和史量才在上海晨風廬組織了一次大規模琴會，王賓魯受邀參加。王賓魯12日演奏《長門怨》，14日演奏《平沙落雁》，並與徐立孫合奏《秋江夜泊》，聲驚四座、根據也參加了琴會的顧梅羹回憶，周慶雲曾對王說“這次琴會你是頭魁”。琴會之後約半年，王燕卿因嗜酒染病，1921年邵大蘇到龍蟠里山东会馆探望王燕卿，王要求他將自己安葬在清涼山東麓，並說“吾以喪葬累魯人趙君，所藏與古齋琴即以貺其子”，同年5月25日（農曆四月十八日）病逝。其弟子徐立孙、邵大蘇等人於1929年創立梅庵琴社，始有梅庵琴派之名。
程午嘉和楊蔭瀏曾經合作，將其所傳琴譜編為中英對照譜，並交付油印。

## 藝術風格
- 查阜西言其「指下滑音最富，風格迥異尋常」，[4]「重視技巧，充滿著地區性的民間風格，感染力極強。」[5]
- 徐立孫總結為「燕卿先生一脈，雖說系出金陵，但得北方之氣為多。加以燕卿先生獨創之風格，所以音韻寬厚雄健之中富有綺麗纏綿之意，剛中有柔而剛柔相濟。」[6]
- 擅於從民間音樂學習，並改定琴曲。
  - 例如：〈平沙落雁〉一曲經他的改編，除了多處使用「輪指」，更增加了一個段落，利用泛音、按音、滑音和空弦音的組合，生動地描寫雁群盤旋的畫面。[7]

## 遗著
- 《梅庵琴谱》 （由徐立孫和邵大蘇整理成辑）